# 雷焦卡拉布里亚主教座堂
38°6′20.51″N 15°38′30.21″E / 38.1056972°N 15.6417250°E
雷焦卡拉布里亚圣母升天圣殿都主教座堂（Basilica Cattedrale Metropolitana di Maria Santissima Assunta）的主保是圣母，位于意大利卡拉布里亚大区首府雷焦卡拉布里亚老城中心的主教座堂广场，是天主教雷焦卡拉布里亚-波瓦总教区的总主教座堂。目前的教堂始建于1917年，1928年祝圣。1978年升为宗座圣殿。

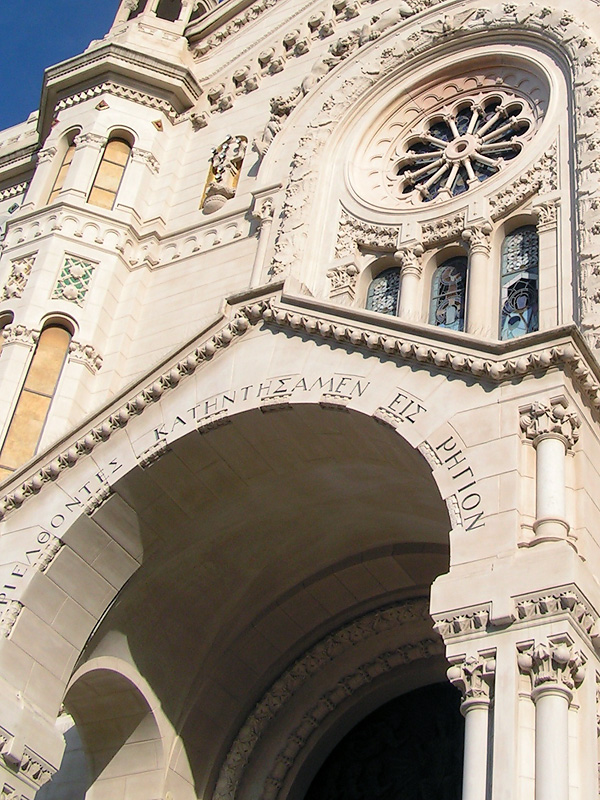
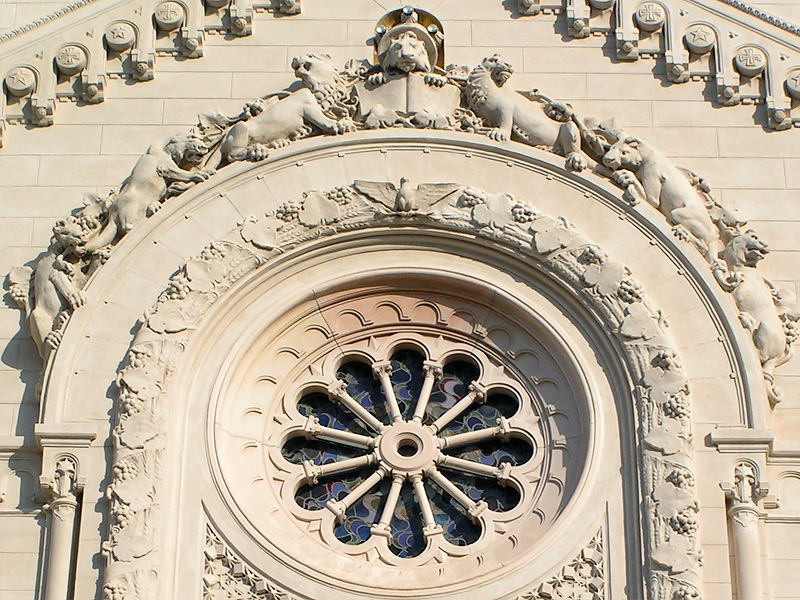
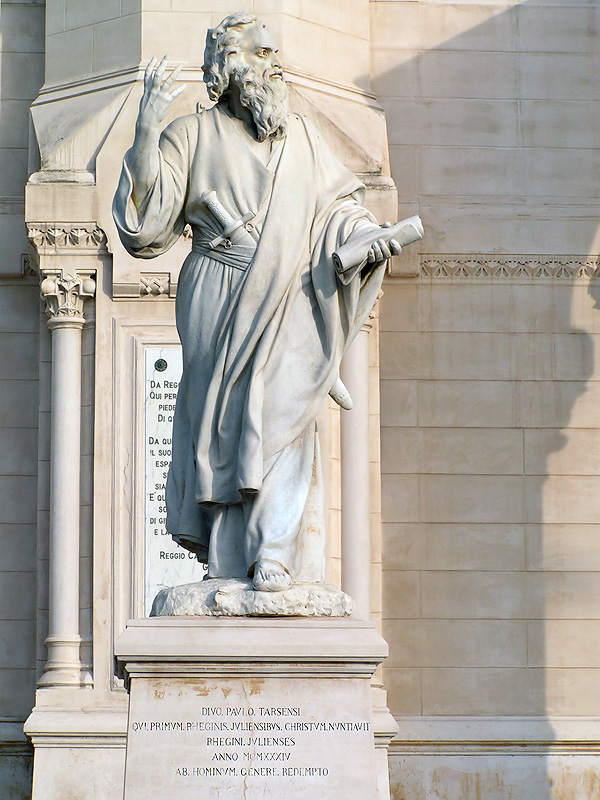
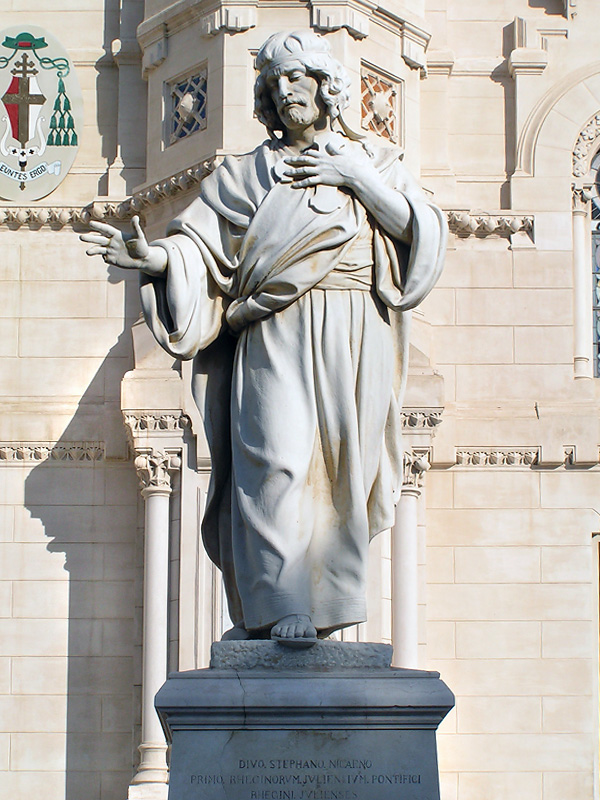
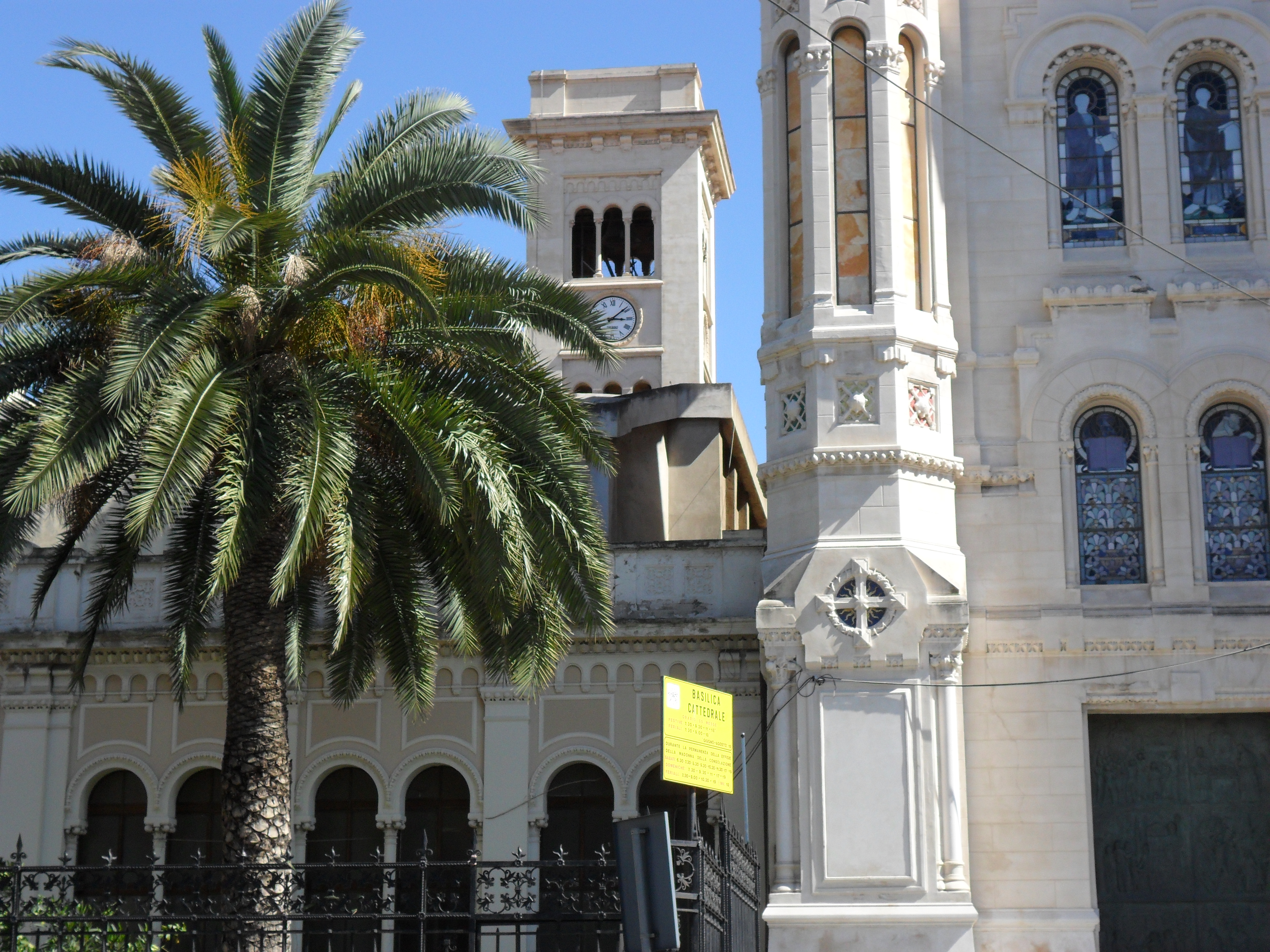
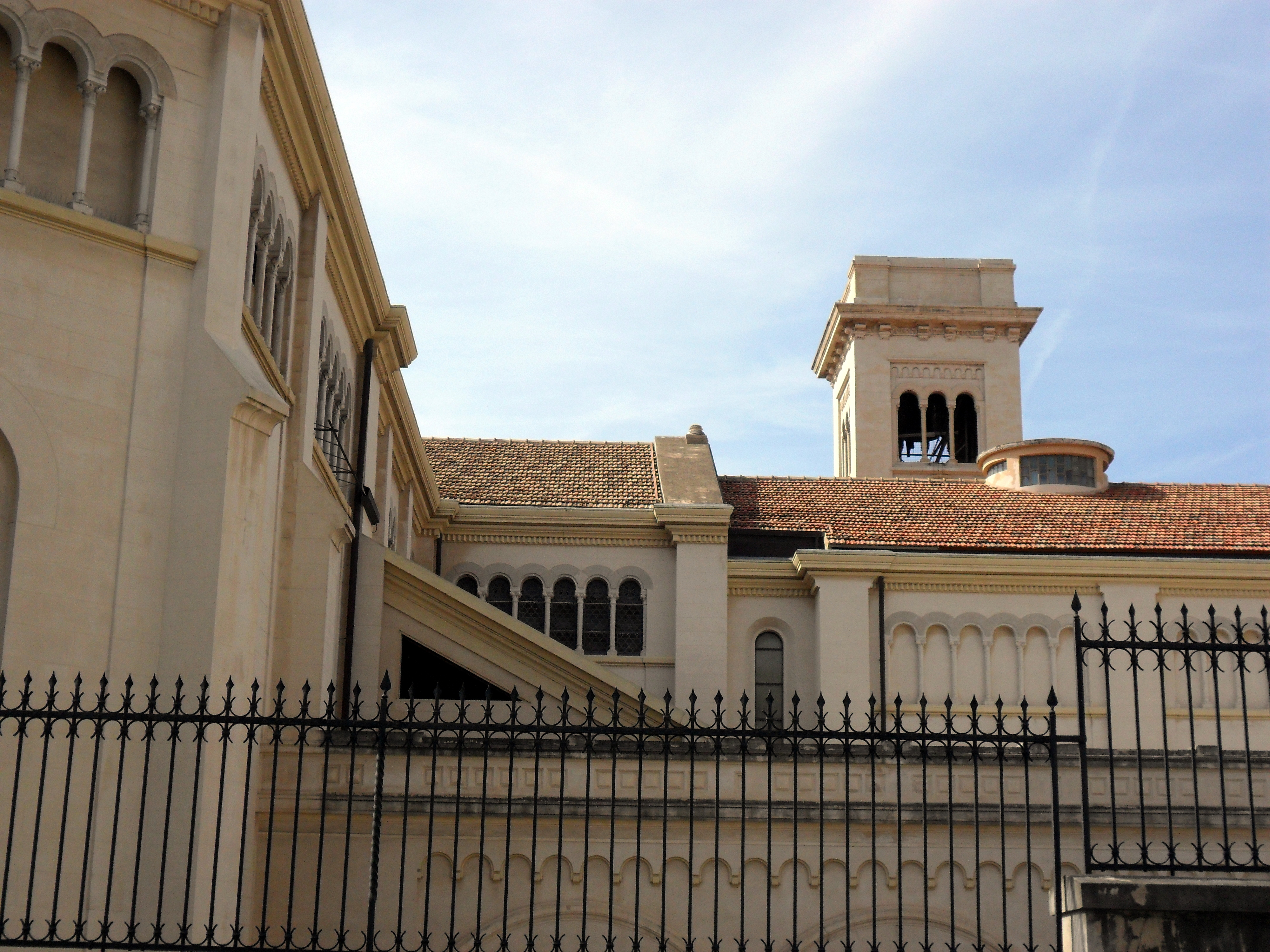
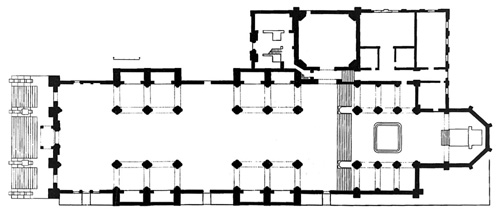
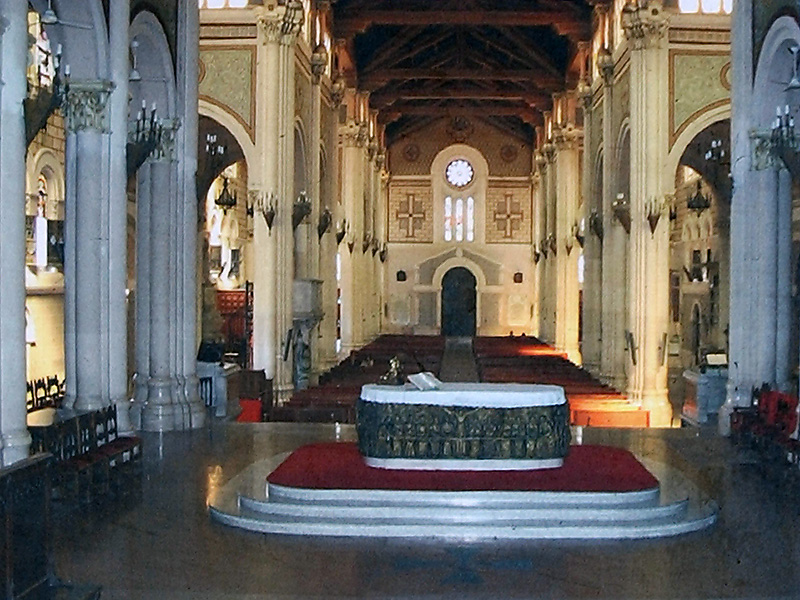
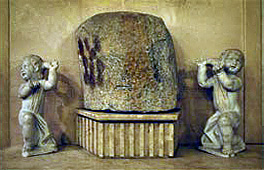
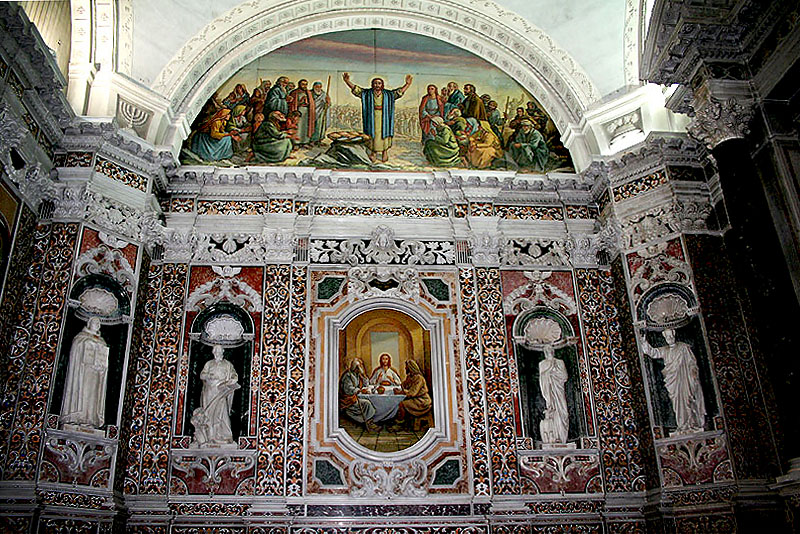
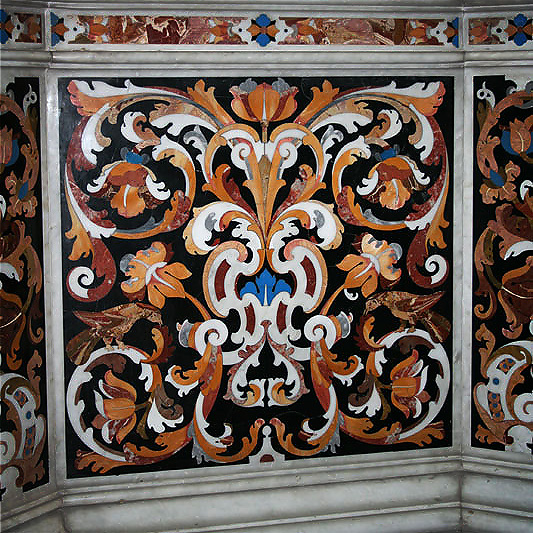